# فولتا منتوة
فولتا منتوة (مانتوفانو العليا : La Ólta) هي بلدية في مقاطعة منتوة في إقليم لومبارديا الإيطالي، وتقع على بعد حوالي 120 كيلومتر (75 ميل) شرق ميلانو وعلى بعد حوالي 20 كيلومتر (12 ميل) شمال غرب مانتوة.

## الروابط الخارجية
- الموقع الرسمي